# Sergueï Alexandrovitch Stroganov
Le comte Sergueï Alexandrovitch Stroganov, (en russe : Сергей Александрович Строганов), né le 9 janvier 1852 à Saint-Pétersbourg, décédé le 18 avril 1923 à Èze près de Nice. Il fut le dernier représentant de la famille Stroganov. Capitaine 1er rang en retraite, maréchal de la noblesse de Porkhov (district de Pskov).

## Famille
Fils du comte Alexandre Sergueïevitch Stroganov (1818-1864) et de Tatiana Dmitrievna Vasiltchikova et petit-fils du comte Sergueï Grigorievitch Stroganov et de Natalia Pavlovna Stroganova.
Le 18 avril 1882, à Saint-Pétersbourg, il épousa la princesse Ievgenia Dmitrievna Vasiltchikova (1862-1884).
Veuf, il épousa quelque temps plus tard, Henriette, Rose, Angelina Levieuze (1874-1960).

## Biographie
Au décès de son grand-père, le comte Sergueï Grigorievitch Stroganov, il hérita des biens de la famille Stroganov (1882).

### Jeunesse
Enfant, il vécut au Palais Stroganov. Diplômé de l'Université de Saint-Pétersbourg et du Corps des cadets de la Marine, (il fut le premier de la famille Stroganov à servir dans la Marine impériale de Russie).

### Carrière militaire
À bord du navire le Zaria, il navigua au large des côtes de l'Amérique (1876), et au terme de cette expédition, il obtint le grade d'officier. Il participa à la guerre russo-turque de 1877-1878. Au cours de ce conflit, il commanda l'équipage d'une des deux canonnières acquises par le comte, au terme de cette guerre, il offrit ces deux navires de guerre à la flotte de la mer Noire. Pour son courage, il fut décoré de l'Ordre de Saint-Georges. Il quitta l'armée au grade de capitaine 2e rang. Il prit une part active dans la création de la flotte volontaire. Revenu à la vie civile, en qualité de membre du Yacht club de Saint-Pétersbourg, il s'investit en organisant des réunions, en conviant des journalistes, dans les journaux, s'adressant au gouvernement mais également à la société russe, il les encouragea à construire de nouveaux croiseurs et à doter la flotte impériale de Russie de nouveaux navires de guerre. Passionné de navigation à voile, avec son équipage et quelques membres de son personnel de son domaine Volyshovo, il effectua un tour du monde avec le Zaria. La géographie, le mode de vie des pays étrangers figurèrent parmi ses passions. Il rédigea un certain nombre d'ouvrages dans lesquels il relata ses expériences de géographe et l'étude des mode de vie de peuples. Ses œuvres constituèrent en partie sa bibliothèque de Volychovo. Quelques années plus tard, il étudiera la littérature étrangère portant sur les questions religieuses et philosophiques. Mais sa passion pour les voyages perdurera jusqu'en 1923, année de son décès.

### Vie civile

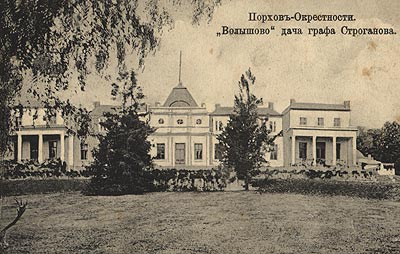
Domaine de Volychovo dans le district de Pskov

Après avoir quitté l'armée, il s'installa dans son domaine de Volychovo situé près de Porkhov dans le district de Pskov, il s'investit énormément dans le zemstvo. Avec ses propres fonds, il fit construire des routes aux abords de ses terres dans le district de Pskov, les personnes de toute origine sociale eurent accès aux soins dans les hôpitaux. Il fit construire des établissements scolaires pour les enfants de moujiks. En outre, il fonda une école dans le district de Porkhov, il joua également un grand rôle dans la construction d'une école secondaire dans la ville de Pskov. Sur son domaine, il fit planter de jeunes arbres et arbustes aux essences très rares. Lors de concours ou d'expositions à Nijni Novgorod, le comte céda ces arbres aux forestiers à un prix très avantageux. Le comte prit une part active au sein du zemstvo. Les membres du conseil du district de Pskov lui accordèrent le titre de magistrat honoraire.
Son autre passion était la chasse et il prenait une part active dans la promotion des races de chiens de chasse. Il fut avec le grand-duc Nicolas Nikolaïevitch et les princes Pavel Pavlovitch Galitzine et Boris Alexandrovitch Vassiltchikov (1860-1931, parent et ami d'enfance) l'un des fondateurs et éditeurs de la revue Chasse. Avec ses propres deniers, il fit construire des chenils pour loger ses chiens de chasse (à Kolomiagi près de Saint-Pétersbourg). Il fit également construire des écuries destinées à des trotteurs Orlov,.
En 1884, une évènement tragique jeta le comte dans un profond chagrin, son épouse bien-aimée décéda subitement du typhus, le 18 avril 1882, Sergueï Alexandrovitch avait épousé sa cousine au second degré par amour. Pendant l'année qui suivit le décès de son épouse, le comte inconsolable resta à Volychovo, selon certains témoins, au cours de l'année du décès de son épouse, chaque matin, le comte cueillait des fleurs et les déposait sur la tombe de sa bien-aimée. En 1885, il s'établit à Saint-Pétersbourg. De la capitale impériale, le comte confia la poursuite des travaux de rénovation et de construction de nouveaux bâtiments au manoir de Volychovo à Grigori Iaristoforovitch Mozert. De 1880 à 1890, un certain nombre d'architectes travaillèrent sur le domaine de Sergueï Alexandrovitch : le plus célèbre fut Alexandre Petrovitch Popov (1828-1904).
En 1889, dans le nord du Caucase, le comte fit construire le haras de Tersk, il acheta  des chevaux arabes et des juments et entreprit un élevage dont la réputation d'excellence franchit rapidement les frontières de l'Empire.
À la fin des années 1880, accompagné de sa sœur, Olga Alexandrovna (1857-1944) et de son beau-frère, le prince Alexandre Grigorievitch Chtcherbatov (1850-1915), Sergueï Alexandrovitch Stroganov entreprit plusieurs voyages, il se rendit au Caire, à Damas, en 1890, il visita la Mésopotamie supérieure. Avec sa sœur, il rédigea un ouvrage ayant pour titre Livre du cheval arabe. Olga Alexandrovna conta ses souvenirs de voyages dans plusieurs livres. Le comte entreprit une nouvelle expédition en mer à bord de son yacht le Zaria.
En 1904, au cours de la guerre russo-japonaise, avec ses fonds propres, le comte acheta en Allemagne, le navire de guerre Lahn, celui-ci fut converti en transporteur d'aérostats, baptisé Rous (Русь), il rejoignit la deuxième escadre du Pacifique.
Au début du XXe siècle, les travaux de construction et de rénovation du domaine de Volychovo furent achevés. Résidant en France depuis 1907, le comte repoussait chaque année son retour en Russie, depuis son départ de Volychovo en 1885, Sergueï Alexandrovitch ne revint jamais sur son domaine, le douloureux souvenir de son épouse décédée était encore vivace, il fut plus fort que son amour pour sa chère Russie. L'âge avançant, il se préoccupa de moins en moins de ses propriétés en Russie.
À partir de 1907, il vécut essentiellement à Paris et à Nice où il possédait une villa.
En 1910, Sergueï Alexandrovitch fut élu maréchal de la noblesse de Porkhov.

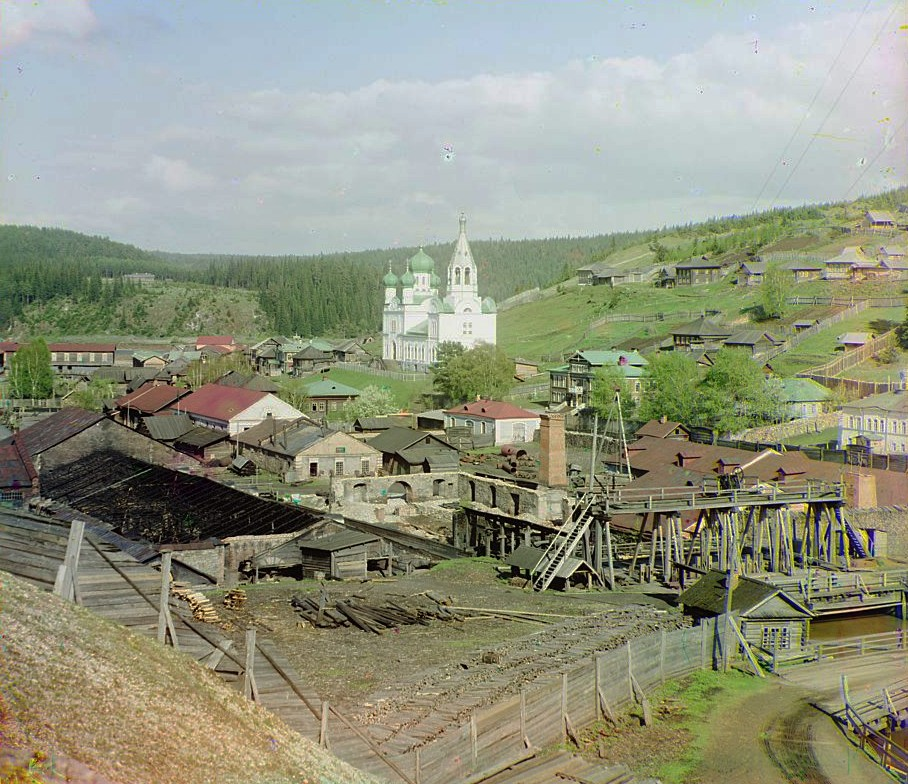
Usine Stroganov à Kyn (près de Perm)

En 1915, au cours de la Première Guerre mondiale, à l'usine de cuivre Dobriansky (aujourd'hui usine Dobrianka), le comte ordonna la production d'obus destinés à l'artillerie de l'Armée impériale de Russie.
Le 25 mars 1918, il se remarie à Eze avec Rose Levieuze (Prunay le Gillon, 8 mars 1874 - Monaco, 11 février 1960). Il n'a pas d'enfant de ses deux mariages.

### Décès et inhumation
Le comte vécut avec sa seconde épouse Henriette, Rose, Angelina Levieuze à Èze où Il décéda le 18 avril 1923. Il fut inhumé au cimetière de Caucade à Nice, sa seconde épouse repose à ses côtés.
Le comte Sergueï Alexandrovitch Strogaznov fut le dernier représentant de la famille Stroganov.

## Fondation Stroganov
La baronne Hélène de Ludinghausen (1942-), fille de la princesse Ksenia Chtcherbatova-Stroganova et du baron André de Ludinghausen est la dernière représentante de la famille Stroganov. Petite-nièce du comte Sergueï Alexandrovitch Stroganov, à New York, en 1992, elle créa la Fondation Stroganov, cette institution finance les travaux de restauration des palais et musées de Saint-Pétersbourg, du palais Stroganov et la reconstruction d'édifices religieux en Russie,.